# Sérgio Domingos Reis Silva
Sérgio Domingos Reis Silva (sinh ngày 26 tháng 2 năm 1994) là một cầu thủ bóng đá người Bồ Đào Nha thi đấu cho UD Oliveirense ở vị trí hậu vệ.

## Sự nghiệp bóng đá
Vào ngày 27 tháng 7 năm 2013, Silva có màn ra mắt cho Oliveirense trong trận đấu tại Cúp Liên đoàn bóng đá Bồ Đào Nha 2013–14 trước Moreirense, anh đá chính hết trận. Trong trận đấu đầu tiên của Giải bóng đá hạng nhất quốc gia Bồ Đào Nha 2013–14 trước Penafiel ngày 11 tháng 8, anh chính thức ra mắt.